# Gerhart Hauptmann
Gerhart Hauptmann (Obersalzbrunn —actual Szczawno-Zdrój, Polonia—, 15 de noviembre de 1862-Agnieszków, 6 de junio de 1946) fue un dramaturgo, novelista y poeta alemán del naturalismo, ganador del premio Nobel de literatura en 1912.

## Biografía y obras
Desde la escuela de su ciudad natal pasó a Breslavia (actual Wrocław, Polonia) y después fue enviado a aprender agricultura a la granja de su tío Jauer. Como no le gustaba este tipo de vida, volvió pronto a Breslavia intentado convertirse en escultor, de donde pasó a Dresde. De ahí fue a estudiar filosofía y ciencias naturales en la Universidad de Jena.
Pasó la mayor parte de 1883 y 1884 en Italia, viaje que le reveló sus bellezas antiguas. En mayo de 1885, se casó y se estableció en Erkner, suburbio de Berlín, y cuando conoció a Arno Holz y a Johannes Schlaf estos le hicieron ver las necesidades del público teatral, de forma que terminó por decantarse hacia la literatura en la que pronto alcanzó una gran reputación como uno de los principales representantes del drama moderno.

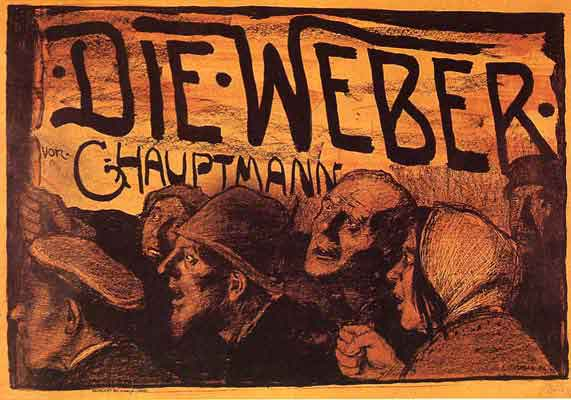
Los tejedores por Emil Orlík.

El primer drama de Hauptmann, Vor Sonnenaufgang (Antes del amanecer, 1889) inauguró el movimiento naturalista en la literatura alemana moderna y le conquistó la enemistad de los críticos ortodoxos y el apoyo entusiasta de los escritores alemanes jóvenes. La estrenó con la ayuda de Otto Brahm, director de la Freie Bühme, una asociación teatral creada en Berlín en 1889 que estrenó Espectros de Henrik Ibsen y obras de Holz y otros naturalistas. Antes del amanecer es una pieza en que el verdadero argumento se estructuraba en la podredumbre social que acarrea la abundancia de dinero en una comunidad silesiana de mineros de súbito enriquecida. Al año siguiente de estrenar Das Friedensfest (1890), se retiró a Schreiberhau en Silesia. Después compuso Einsame Menschen ("Almas solitarias", 1891) que recuerda Romersholm y Hedda Gabler de Henrik Ibsen. Su héroe, Juan Vockerat, es un espíritu inquieto y reconcetrado rebosante de aspiraciones generosas y de un radical proselitismo filosófico, pero exento de voluntad energía. Su insignificante y bondadosa esposa no puede colmar sus ansias de idealismo ni ser la columna que su espíritu vacilante necesita para sostenerse. La casualidad lleva a su lado a una mujer libre, una emancipada ibseniana, sin patria ni familia, Ana Mahr, que sabe comprenderle y lo reconforta fascinándole, embrujándole y adueñándose de todo su ser. Vockerat encuentra en ella un alma gemela que proporciona un sentido a su vida y entrevé la felicidad; pero a su paso se yergue la moral tradicional y la abrumadora torre de sus prejuicios: los padres del protagonista amenazan con abandonar la casa donde se ultrajan las leyes divinas y la intrusa es expulsada. Y Juan Vockerat, siempre en lucha interior, pero también siempre abúlico ante los hechos, cede una vez más y consiente en que Ana sea alejada, pero al fin no puede resistir el vacío tenebroso que en su alma se abre y se suicida arrojándose a un lago.
Die Weber ("Los tejedores", 1892) creó el género del drama social. Se trata de un drama de gran alcance que representa el levantamiento de los tejedores silesianos en 1844. En él renuncia incluso a la anécdota central y a los protagonistas y su único héroe es una clase social odiosamente explotada que se rebela. Entre otras escenas horribles, se alude a un personaje llamado Baumert que se ve obligado a matar a su perro para poder comer un poco de carne. En cambio, entre las clases sociales elevadas impera la dureza y el egoísmo hasta extremos de refinada crueldad, como en el caso del industrial Dreissiger, cuya casa acaban por atacar y saquear los obreros amotinados en una impresionante marea de rebelión vindicadora de la cual es víctima inocente el anciano, sufrido y honrado tejedor Hilse, representante del obrerismo a la antigua usanza, sumiso bajo la antigua férula patronal y que, rehusando seguir a los rebeldes, muere de un balazo en la descarga que contra ellos hace la tropa. Parece que en él quiere simbolizar el autor lo inútil que es la resignación pasiva ante los apremios vengadores de la justicia.
Los tejedores fue considerada una pieza políticamente peligrosa por parte del káiser Guillermo II y fue prohibida, pero eso no impidió a Hauptmann ampliar y mejorar aún más su técnica de cuadro general en el drama histórico Florian Geyer (1895), evocación de la Guerra de los campesinos en la Alemania del siglo XVI. La obra, cuya duración pasaba de las cuatro horas y presentaba en escena a una multitud bulliciosa, resultó un fracaso en la primera representación, pero más tarde fue reestremada con formidable éxito. Puede ser considerada como la obra maestra del teatro global y monumental que tanto agradaba al autor y es una anticipación del procedimiento de distanciación de Bertolt Brecht.
Entre otros trabajos de Hauptmann cabe mencionar las comedias Kollege Crampton (1892), Der Biberpelz (La piel de castor, 1893, una comedia de costumbres) y Der rote Hahn (1901), el "poema dramático," Hannele (1893). También escribió dos tragedias relacionadas con el pasado de Silesia, Fuhrmann Henschel (1898) y Rose Berndt (1903, comedia de costumbres), el drama simbolista Die versunkene Glocke (La campana sumergida, 1897) y Und Pippa tanzt (¡Y Pipa baila!, 1905).
El drama La campana sumergida trata el tema del artista acosado y abrumado por el mundo, la familia y la sociedad ambiente, que limitan su libertad de modo irritante e injusto pero en los cuales se ve obligado a vivir y actuar. El protagonista huye de aquel ámbito que lo asfixia y puede vislumbrar la felicidad; pero, al observar por ciertos síntomas que esta dicha le está vedada, regresa y se resigna a someterse al juicio de los seres humanos, quedando el drama sumido en simbólico y nebuloso pensamiento.
Hauptmann fue evadiéndose cada vez más de una sociedad con la que no estaba de acuerdo, pero cuyos halagos no siempre rechazaba (en 1912 fue galardonado con premio Nobel de Literatura). Se dejó "anexionar" y mimar por el régimen hitleriano mientras escribía en secreto una obra antinazi titulada Las tinieblas que se descubrió después de su muerte, pero que no consigue que se le perdonen por ella sus flaquezas políticas. El misticismo poético caracteriza muchas de sus obras posteriores como Der Narr in Christo Emanuel Quint (El loco en Cristo Emanuel Quint, 1910), Der Ketzer von Soana (El hereje de Soana, 1918), Die Insel der grossen Mutter (La isla de la Gran Madre, 1921) y El gran sueño (1942), última obra que estrenó y que es una extraña y hermética versión escénica de La Divina Comedia de Dante Alighieri.
Su drama El salvador blanco (Der weiße Heiland), terminado en 1914 y con estreno mundial seis años después (1920) en el Grosses Schauspielhaus de Berlín, se basa en la obra Marina, escrita por el pintor y futuro etnógrafo Justus W. Schottelius, cuando apenas tenía 19 años (1911). El argumento gira en torno a la rivalidad del Capitán español Hernán Cortés y el Emperador de los aztecas, Moctezuma, en medio de la cual surge la imagen de la princesa indígena Malinche, bautizada en español como Marina. Montezuma aparece como un hombre suave y melancólico, un emperador que quiere la paz para él y su pueblo a través de una paz con el Dios capitán. El crítico Marco Bahr, convencido con la sensibilidad de Moctezuma, ve con dificultad que Cortés haya llegado como un salvador, sino como un colonizador.
Adquirió fama de intelectual radical, fama que le siguió durante muchos años, a pesar de ser un asceta aristocrático que consiguió sobrevivir tranquilamente a todos los sucesos tanto de la República de Weimar como al Tercer Reich de Hitler. Aun así, sufrió los avatares de la derrota nazi y la posterior disgregación del territorio alemán y creación de la nueva Polonia (Conferencia de Yalta en febrero de 1945), por la cual, al tener la ciudadanía alemana, se le intentó expulsar repetidas veces de su Silesia natal, hasta el punto de que tras su muerte fue expulsado de ella en su ataúd.
Thomas Mann tomó algunas de sus características personales para crear el personaje de Mynheer Peeperkorn en su novela La montaña mágica.